# Georges Richard de la Pervenchère
Georges Richard de La Pervenchère (ou de La Pervanchère), né le 16 avril 1713 à Nantes, mort le 8 juin 1788, est un capitaine de navire, négociant et armateur nantais de l'époque de la traite négrière.

## Biographie

### Origines, famille
Georges Richard est issu d'une famille de capitaines de navires, d'armateurs et de planteurs de Saint-Domingue. Les Richard sont alliés aux Donaud, Sallentin, Poydras, de Cornulier, Poulpiquet du Halgouët, de Lorgeril. Il est le fils de Jean Richard, sieur de la Pervenchère, négociant, et de Madeleine Tessier.
Georges Richard épouse le 9 janvier 1742 à Nantes Françoise de La Ville de Brye, fille de Jean de La Ville, sieur de Brye, et d'Anne Mercier du Port-Hubert, qui lui donne notamment Pierre Richard de la Pervenchère, né le 21 novembre 1742, et Jean-Baptiste Anne Richard de La Roulière.

### Carrière
Georges Richard arme pour son compte, en 1752, l'Hirondelle, navire de 130 tonneaux, qui semble avoir péri dans un voyage en Guinée.
Dans son étude de la famille Richard, Jérôme Bonnet établit une liste de marchands intéressés financièrement dans les navires de Georges Richard et remarque que les mêmes noms reviennent de façon récurrente, en particulier François-Augustin Michel (12 fois) et Augustin de Luynes (11 fois).
Comme Augustin de Luynes, il profite de l'extension de l'aire de la traite négrière à l'océan Indien, avec le développement des plantations de café sur l'île de la Réunion dans les décennies qui suivent l'expédition de Moka et les expéditions sur la côte ouest de Madagascar. Ce commerce s'intensifie après l'installation de l'administration royale aux Mascareignes en 1767.
La durée de la traversée entre l’Île-de-France et les Antilles « équivalait à celle de la traversée entre l’Afrique occidentale et les Antilles », soit deux mois et « dès 1770, L’Alliance de Georges Richard effectue ce triangle et inaugure cette nouvelle route qui sera empruntée par Bordeaux en 1775 ».

### Propriétés foncières et noblesse
Il est par ailleurs conseiller du roi au Parlement de Bretagne.
Il paie 720 livres de droits pour son acquisition[réf. nécessaire] de la terre noble du château de la Pervenchère.
En 1791, son fils Pierre Richard de la Pervenchère, ancien maire de Nantes, décède au château de la Pervenchère à l'âge de 48 ans.